# 大运河南旺枢纽国家考古遗址公园
大运河南旺枢纽国家考古遗址公园位于山东省济宁市汶上县南旺镇，是以南旺枢纽和南旺分水龙王庙为核心建立的国家考古遗址公园。
园区涵盖博物馆、古建筑群和古运河遗址。是第一、第二批国家考古遗址公园中唯一因水利枢纽而申建的项目，亦是京杭大运河唯一的国家考古遗址公园:90。

## 历史
2008年起，山东省文物考古研究院等单位对南旺镇的南旺枢纽工程遗址进行不间断地考古发掘。2010年10月，南旺枢纽考古遗址公园进入第一批国家考古遗址公园的立项名单:89。公园建设工作包括大运河南旺枢纽水工科技馆、古建筑维修和考古发掘、环境综合整治等。
2011年3月14日开始，山东省、济宁市文物部门对南旺分水龙王庙建筑群古遗址进行第二次考古发掘，同时进行运河故道考古发掘。考古发掘结束后，出版《汶上南旺——京杭大运河南旺分水枢纽工程及龙王庙古建筑群调查和发掘报告》。当年的6月11日是中国文化遗产日主场城市活动。为纪念南旺水利枢纽工程建设六百周年，国家文物局决定于当天，在汶上县南旺镇举行南旺枢纽考古遗址公园奠基仪式，大运河南旺枢纽水工科技馆同时对外开放。6月11日，由山东省文化厅厅长亢清泉主持奠基仪式。国家文物局局长单霁翔、副局长童明康，山东省副省长黄胜，原省政协副主席李殿魁，省政府官员司安民、刘书伟、庞敦之、万利国、谢治秀，济宁市干部梅永红、张术平、刘成文、佘春明，汶上县干部赵东升、孙琪等出席仪式。奠基仪式后，两千余来宾参观了南旺枢纽遗址考古发掘现场和大运河南旺枢纽水工科技馆。
2012年，汶上县人民政府成立大运河南旺枢纽遗址保护中心，为正科级全额拨款事业单位。保护中心具体负责南旺枢纽考古遗址公园建设、运营和管理工作，宣传贯彻国家法律法规，建立健全相关管理规章制度，以及南旺枢纽相关文化遗产的保护、维修、收藏、展览、管理工作。遗址公园在2012年时，已完成遗址清理，对外开放。同年12月，遗址公园成功创建为国家3A级旅游景区。
2013年3月，山东考古队开始2013年度考古发掘工作，首先园区内的邢通斗门、许建口斗门进行考古发掘的拓展。6月底前，将全面完成柳林闸、十里闸、寺前铺闸考古发掘和保护维修工作，以迎接世界遗产中心专家现场评估考察。与园区内的大运河南旺枢纽博物馆项目类似，这是为大运河申请成为世界遗产所做的工作。
2013年12月，大运河南旺枢纽国家考古遗址公园列入第二批国家考古遗址公园:89。

## 园区
公园园区分为三个景观层次——运河、城镇、水柜。运河是园区的核心要素，沿河有各类遗址。城镇是园区的支撑要素，提供各类服务设施。水柜即南旺水利枢纽在南旺镇的三个蓄水湖泊——蜀山湖、马踏湖、南旺湖，是园区的发展腹地，提供生态观光区域振兴:92。
园区内建有以南旺水利枢纽科技为主题的大运河南旺枢纽水工科技馆:92，后改名为大运河南旺枢纽博物馆。水工科技馆占地约五千平方米，建筑面积三千四百余平方米。以用展出南旺枢纽遗址的出土文物:92。2011年6月11日园区奠基仪式的参与者在当日曾参观水工科技馆，但此后在园区未完全竣工的情况下，为节约成本，水工科技馆平时未对外开放:93。在大运河申请成为世界遗产的2013年，大运河南旺枢纽博物馆为迎接世界遺產委員會检查验收，基本完成室内装修和布展工作，预计在其后对外正式开放。博物馆共有六个展厅——序厅、古代运河展厅、3D影视展厅、南旺枢纽展厅、河工技术展厅、运河管理展厅。